# 柏維亞足球會
柏維亞足球會（義大利語：Associazione Calcio Pavia），一般稱為柏維亞，意大利職業足球會，成立於1911年，位於倫巴迪，現時於意大利足球卓越联赛作賽。球會自1955年曾戰乙組後，便一即在低組別聯賽打滾。

## 外部連結
- Official Website Lega Pro
- Datasport: results, rankings and news about the Lega Pro